# Maurice Jametel
Pour les articles homonymes, voir Jametel.
Maurice Jametel, né à Montrouge le 11 juin 1856 et mort à Paris le 17 mai 1889, est un diplomate, sinologue et écrivain français.

## Biographie
Élève à l'École des langues orientales vivantes, il est interprète à la légation de Pékin de 1878 à 1880, puis chargé d'affaires et gérant du Consulat de France à Hong Kong et envoyé en mission en Corée.
Son état de santé l'oblige cependant à rentrer en France. Il est alors nommé titulaire de la chaire de chinois à l'École des langues orientales vivantes comme chargé de cours en 1886, puis comme professeur titulaire.
En 1882, il avait été reçu à la Société d'économie politique.

## Œuvres

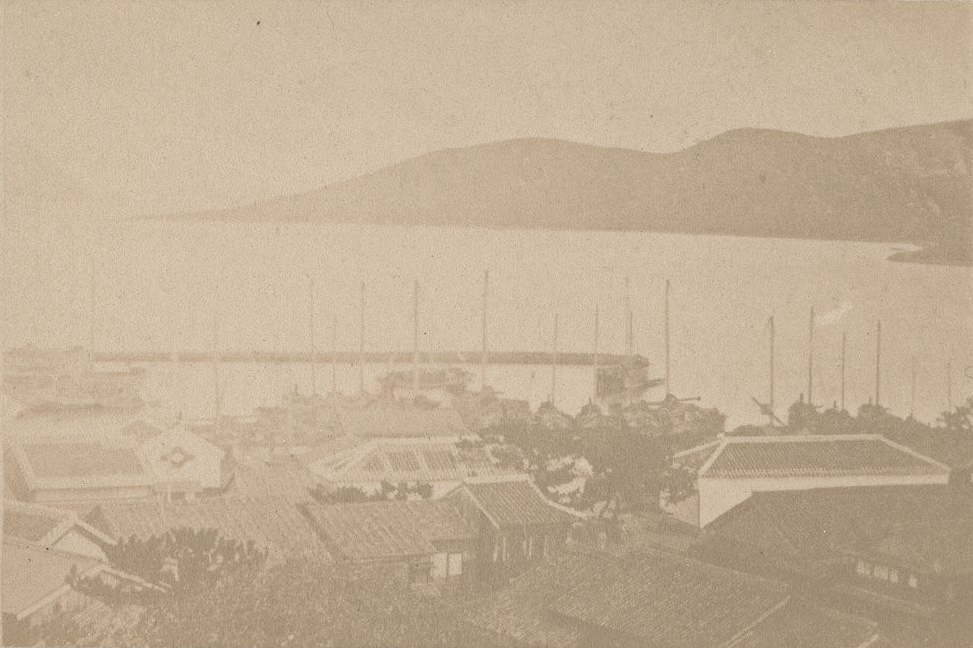
L'entrée de la rade de Pon-jung-Koë (Corée) photographiée par Maurice Jametel (1880).

- L'épigraphie chinoise au Tibet, 1880
- L'encre de chine, son histoire et sa fabrication : d'après des documents chinois, 1882, 2012 (Prix Stanislas-Julien - 1883)
- Documents à l'usage des élèves de l'École des langues orientales vivantes, 1882
- La politique religieuse de l'occident en Chine, 1883
- La Corée avant les traités, souvenirs de voyages, 1885
- La Chine inconnue, 1886
- La Chine inconnue : souvenirs d'un collectionneur, 1886
- Émailleurs pékinois, 1886
- Pékin : souvenirs de l'Empire du Milieu, 1887
- Inscription commémorative du meurtre de deux ambassadeurs chinois au Tibet en 1752, 1887
- La métallurgie à la Chine, 1888
- L'Argot pékinois et le Kim-ping-meï, 1888
- Histoire de la pacification du Tibet sous le règne de l'empereur Kien-long / trad. du chinois par Maurice Jametel